# Black Rose (álbum de Tyrese)
Black Rose é o sexto e último álbum de estúdio do cantor norte-americano Tyrese, lançado a 10 de julho de 2015 através da Voltron e Caroline Records. O disco estreou na primeira posição da tabela musical dos Estados Unidos, Billboard 200, com 81 mil cópias vendidas.

## Desempenho nas tabelas musicais

### Posições
| Tabela musical (2015)                         | Melhor posição |
| --------------------------------------------- | -------------- |
| Bélgica - Ultratop 50 (Flandres)              | 186            |
| Estados Unidos - Billboard 200                | 1              |
| Estados Unidos - Billboard R&B/Hip-Hop Albums | 1              |
| Países Baixos - Mega 100 Album Chart          | 73             |
| Reino Unido - UK R&B Albums Chart             | 8              |